# Homa Bay (hạt)
Hạt Homa Bay là một hạt thuộc tỉnh Nyanza ở Kenya. Theo điều tra dân số ngày 24 tháng 8 năm 1999, hạt này có dân số 288540 người. Hạt Homa Bay có diện tích 1160 km². Hạt lỵ đóng tại Homa Bay.